# Кала-Патхар
Кала-Патхар (непальск. काला पत्थर — «Чёрная скала») — горная вершина в системе Гималаев, является южным выступом горы Пумори. Отдельной вершиной Кала-Патхар считается весьма условно, так как её относительная высота составляет всего 10 метров. Тем не менее восхождение на Кала-Патхар очень популярно среди туристов-альпинистов в связи с относительной лёгкостью, а также из-за отличного вида на Сагарматху (от подножия до вершины), открывающегося с вершины. Помимо высочайшей горы мира, с Кала-Патхар открывается великолепный вид на вершины Нупцзе, Чангзе и Лхоцзе. С 2011 года на Кала-Патхар работает самая высокая веб-камера в мире.
Восхождение на Кала-Патхар занимает 1,5—2 часа, если идти от Горакшеп (5164 м н.у.м.), или 3,5—5 часов, если от Лобуче (4940 м н.у.м.)
В декабре 2009 года, с целью привлечения мирового внимания к проблеме изменения климата на планете, на вершине Кала-Патхар побывал премьер-министр Непала Мадхав Кумар Непал, который провёл там краткое совещание с Кабинетом министров.

## Высота
Относительно точной высоты Кала-Патхар полной ясности нет. В большинстве источников приводятся цифры от 5540 до 5554 метров. В книге Trekking in the Everest Region Джейми Макгинесса указана высота в 5600 метров. 6 декабря 2006 года с целью определения точной высоты вершины на Кала-Патхар отправился доктор Льюис А. Руедас из Портлендского университета. С помощью 48 отдельных измерений Garmin eMap GPS он определил высоту в 5643 метра над уровнем моря. Даже с учётом того, что к высоте вершины за последние десятилетия добавлен примерно один метр камней, которыми отмечают свои успешные восхождения альпинисты, его данные сильно отличаются от всех полученных ранее. Повторное измерение в октябре 2008 года, сделанное с помощью GPS-WAAS, подтвердило данные 2006 года и показало высоту в 5644,5 метра.